# Yala (socken)
Yala (kinesiska: 雅拉乡, 雅拉) är en socken i Kina. Den ligger i provinsen Sichuan, i den sydvästra delen av landet, omkring 210 kilometer väster om provinshuvudstaden Chengdu. Antalet invånare är 3 893. Befolkningen består av 1 797 kvinnor och 2 096 män. Barn under 15 år utgör 16,0 %, vuxna 15-64 år 78 %, och äldre över 65 år 4,0 %.
Genomsnittlig årsnederbörd är 1 119 millimeter. Den regnigaste månaden är juni, med i genomsnitt 236 mm nederbörd, och den torraste är december, med 5 mm nederbörd.